# Liste medizinischer Fachbibliotheken
Hier findet sich eine Auswahl medizinischer Bibliotheken, Sondersammelgebiete und virtueller Bibliotheken.
Medizinische Fachbibliotheken sind häufig Bestandteil einer medizinischen Universität, eines medizinischen Universitätsklinikums oder eines medizinischen Forschungszentrums und spezialisieren sich auf medizinische Inhalte. Weiterhin gibt es  Krankenhausbibliotheken für medizinisches Personal und für Patienten, sogenannte Patientenbibliotheken, die auch Unterhaltungsliteratur usw. bieten und
auch Arztbibliotheken von Arztpraxen.

## Organisationen
Zu den Organisationen medizinischer Bibliotheken gehören die Arbeitsgemeinschaft für Medizinisches Bibliothekswesen, auf internationaler Ebene die Medical Library Association, europaweit die  Association for Health Information and Libraries (EAHIL).

## Deutschland
- Berlin: Medizinische Bibliothek der Charité
- Berlin: Bibliothek des Instituts für Geschichte der Medizin der Charité
- Duisburg, Essen: Fachbibliothek Medizin der Universitätsbibliothek Duisburg-Essen
- Düsseldorf: Fachbibliothek O.A.S.E.
- Hamburg: Ärztliche Zentralbibliothek der medizinischen Fakultät der Universität Hamburg.
- Hamburg: Bibliothek des Ärztlichen Vereins in Hamburg
- Hannover: Bibliothek der Medizinischen Hochschule Hannover
- Heidelberg: Bibliothek des Max-Planck-Instituts für medizinische Forschung
- Köln und Bonn: Deutsche Zentralbibliothek für Medizin: ZB MED – Informationszentrum Lebenswissenschaften
- Leipzig: Medizinische Bibliotheken in Leipzig
- Magdeburg: Medizinische Zentralbibliothek Magdeburg
- Mannheim: Bibliothek der Medizinischen Fakultät Mannheim und des 
Universitätsklinikums Mannheim
- Stuttgart: Deutsche Pharmazeutische Zentralbibliothek

## Frankreich
- Paris: Bibliothèque interuniversitaire de santé

## Großbritannien
- London: Library of the Royal Society of Medicine

## Kanada
- Montreal: Osler Library of the History of Medicine, der McGill University Library

## Litauen
- Kaunas: Bibliothek und Informationszentrum der Litauischen Universität für Gesundheitswissenschaften
- Vilnius: Litauische Medizinbibliothek

## Österreich
- Medizinische Bibliotheken in Österreich

## Schweiz
- Bern: Historische Bibliothek der Schweizerischen Pharmazie
- Zürich: Medizinbibliothek Careum[2]
- Zürich: Netzwerk Fachbibliotheken Gesundheit[3]

## USA
- Medizinische Bibliotheken in den USA

## Virtuelle Bibliotheken
- Liste virtueller und digitaler Bibliotheken der Medizin

## Medizinische Gesundheitsportale
Gesundheitsportale bieten beispielsweise Laien, insbesondere Patienten medizinische Informationen an.
- Onmeda
- NetDoktor
- netdoktor.at
- Patienten-Information.de
- Öffentliches Gesundheitsportal Österreichs
- Arztbewertungsportal
- Nickelfrei.de

## Sondersammelgebiete
- Pharmazie – Universitätsbibliothek Braunschweig